# هنري تشان
هنري تشان (5 ديسمبر 1992 - ) (بالصينية: 陳獻略) هو لاعب كرة طائرة الصين. لعب مع South China AA (volleyball) ‏.